# Заколдованный замок (роман Эдит Несбит)
«Заколдованный замок» ― детский фантастический роман английской писательницы Эдит Несбит, впервые вышел в свет в 1907 году.

## Содержание
«Заколдованный замок» в названии представляет собой загородное поместье в Западной стране, увиденное глазами троих детей, Джерри, Джимми и Кэти, которые нашли его во время школьных каникул. Озеро, рощи и мраморные статуи с белыми башнями и башенками вдалеке создают сказочную обстановку. Посреди лабиринта в розовом саду они находят спящую сказочную принцессу.
Принцесса говорит им, что замок полон магии и дети ей верят. Она показывает им сокровища замка, в том числе волшебное кольцо, которое является кольцом-невидимкой, но когда оно на самом деле делает её невидимой, «принцесса» паникует и признается, что она на самом деле племянница экономки Мэйбл и просто решила разыграть детей.
Вскоре дети узнают, что кольцо обладает и другими магическими способностями, такими как оживление «Гадких ваггли» (манекенов в стиле Гая Фокса, которые они сделали, чтобы раздуть аудиторию на одном из своих спектаклей). В конце концов дети выясняют, что кольцо на самом деле исполняет их собственные желания и что тревожные результаты возникают из-за их неспособности точно высказать эти желания.
«Заколдованный замок» был написан как для детей, так и для взрослых. В нём сочетаются описания воображаемой игры детей, напоминающие «Искателей сокровищ», с более приглушенной магией, чем в её основных фантазиях, таких как «История амулета».

## Экранизация
«Заколдованный замок» был экранизирован в виде мини-сериала BBC в 1979 году.